# Torskors
Torskors är ett villaområde och en stadsdel i Karlskrona.

## Torskors tätort
1960 avgränsade SCB en tätort inom området med 391 invånare inom Lyckeby landskommun. 1970 hade tätorten vuxit samman med Karlskrona och Lyckeby tätorter. Bebyggelsen i området ingår fortfarande inom Karlskrona tätort.

### Befolkningsutveckling
| Befolkningsutvecklingen i Torskors 1950–1965                                             | Befolkningsutvecklingen i Torskors 1950–1965 | Befolkningsutvecklingen i Torskors 1950–1965 | Befolkningsutvecklingen i Torskors 1950–1965 | Befolkningsutvecklingen i Torskors 1950–1965 |
| ---------------------------------------------------------------------------------------- | -------------------------------------------- | -------------------------------------------- | -------------------------------------------- | -------------------------------------------- |
|                                                                                          |                                              |                                              |                                              |                                              |
| År                                                                                       |                                              |                                              | Folkmängd                                    | Areal (ha)                                   |
| 1950                                                                                     | 1950                                         |                                              | 756                                          | ##                                           |
| 1960                                                                                     | 1960                                         |                                              | 391                                          | 27                                           |
| 1965                                                                                     | 1965                                         |                                              | 379                                          | 29                                           |
| Anm.: Sammanvuxen med Karlskrona 1970. ## Som tätort/befolkningsagglomeration 1920–1950. |                                              |                                              |                                              |                                              |